# Алеково (област Силистра)
 За другото село със същото име вижте Алеково (Област Велико Търново).  
Алеково е село в Североизточна България. То се намира в община Алфатар, област Силистра.

## География
Селото се намира на 32 километра от Силистра на югоизток. Климатът е умерено континентален, надморската височина е 350-400 метра. Населението на селото е около 575 души (2011), от които около 85% са българи, а останалите са от турски произход.

## История
Само на няколко километра от днешното село в местността Геленджика се намират останки от древно антично селище. За пръв път селото се споменава в турския регистър от 1676 г. като Гюллеркьой (Село на розите).
През 1890 г. е открито основно училище в селото, а читалище „Пробуда“ – през 1910 г. Селото е преименувано на Алеково през 1942 г.

## Религии
Християнство.

## Обществени институции
- Народно читалище „Пробуда – 1910“
- основно училище
- детска градина
- клуб на пенсионера
- магазини

## Забележителности
На 4 километра северно вдясно от пътя за Силистра се намират останките на един от най-големите скални манастири в България.
Алфатарското село се гордее и с 80-килограмова камбана в местния параклис. Тя е открадната на 23 юли 2006 г. и намерена от полицията 3 дни по-късно в багажника на лек автомобил.

## Редовни събития
Празникът на селото се чества всяка година на 2 юни. В навечерието му се организира тържество.